# Гипосхематические языки
Гипосхемати́ческие языки́ — апостериорные международные искусственные языки схематического типа, не допускающие (в отличие от эсперанто, идо) использования априорных морфем, но обладающие собственными (автономными) правилами словообразования, в результате чего образуются априорные дериваты: идиом-неутраль — redaktator ‘редактор’, infektasion ‘инфекция’, Slovianski-P — morni ‘морской’. Могут рассматриваться как переходные к натуралистическому типу.
Термин предложен С. Н. Кузнецовым , считающим диагностическим признаком языков данного типа последовательную парадигматическую апостериорность при сохранении определяющей для схематических языков синтагматической априорности.